# Аанг (серия)
«Аанг» (англ. Aang) – первый эпизод первого сезона американского сериала «Аватар: Легенда об Аанге» производства компании Netflix. Сценарий был написан шоураннером Альбертом Кимом и создателями оригинального сериала Майклом Данте Димартино и Брайаном Кониецко, а режиссёром выступил Майкл Гои.
Как первый эпизод сериала, он знакомит с обстановкой и главными героями шоу и, как и остальная часть сезона, адаптирует первый сезон оригинального сериала, причём в этом эпизоде специально адаптированы первые три эпизода оригинального мультсериала: «Мальчик из айсберга», «Возвращение Аватара» и «Южный храм воздуха». В центре эпизода - маг воздуха Аанг, который обнаруживает, что он - Аватар, единственный человек, способный подчинять все четыре стихии. Когда Аанг убегает из своего дома в Южном храме воздуха, он просыпается и обнаруживает, что был заперт в айсберге на сто лет и что Народ Огня развязал войну всему миру.

## Сюжет
В мире с четырьмя нациями, некоторые представители наций могут подчинять определённую стихию из четырёх: воду, землю, огонь или воздух. Маг земли пытается передать Королю Земли сообщение о плане Нации Огня напасть на Королевство Земли, но его захватывают в плен и отводят на встречу с Повелителем Огня Созином, который сообщает ему, что атака на Королевство Земли задумана как отвлекающий маневр, прежде чем сжечь его.
В Южном Храме воздуха его друг и наставник монах Гьяцо говорит 12-летнему Аангу, что он Аватар, единственный человек, способный подчинять все четыре стихии. Боясь ответственности, которую он теперь несет как Аватар, Аанг решает прокатиться на своем небесном бизоне Аппа, чтобы собраться с мыслями.
Когда Аанг уходит, Созин и армия покорителей огня, чья сила усиливается кометой в небе, атакуют Храм Воздуха и начинают геноцид всех покорителей воздуха, полагая, что они также убьют Аватара. Гьяцо - один из последних оставшихся мастеров магии воздуха, но он убит Созином, когда пытался защитить юных покорителей воздуха. Тем временем Аанг и Аппа попадают в шторм и попадают в волну, отправляющую их в океан, прежде чем глаза и татуировки Аанга засияют, и он сформирует айсберг вокруг себя и Аппы.
100 лет спустя, в Волчьей бухте в Южном племени Воды, брат и сестра Сокка и Катара отправляются на рыбалку, где их затягивает течением, и они оказываются на леднике, а их лодку уносит прочь от них. Когда Катара пытается вернуть им лодку с помощью магии воды, она непреднамеренно раскалывает айсберг позади себя, в результате чего в небо взмывает мощный луч света. Свет видит изгнанный принц Зуко из Народа Огня, который ищет Аватара, что заставляет его взять курс на Волчью бухту. Аанг падает с айсберга без сознания, и Катара решает отнести его в деревню.
Бабушка Сокки и Катары, которую они называют Гран-гран, рассказывает, что Аанг является покорителем воздуха для братьев и сестер из племени воды. Когда Аанг просыпается, он зовет Аппу, который прибывает в Волчью бухту, и Бабушка говорит ему, что он был на этом айсберге 100 лет и что Народ Огня вел войну со всем миром. Катара отводит охваченного чувством вины Аанга на старый корабль Народа Огня, который был поврежден во время одного из рейдов, и он учит, как чувствовать энергию вокруг нее, впервые помогая ей успешно покорять воду, создавая шар из воды. Она роняет шарик с водой, когда видит, что корабль Зуко приближается к Волчьей бухте.
Зуко прибывает к воротам племени, требуя, чтобы они отдали покорителя воздуха, чтобы никто не пострадал, что приводит Гран-Гран к выводу, что Аватаром является Аанг. При поддержке Катары Сокка отправляется сражаться с Зуко, но Аанг спасает его, прежде чем его могут убить. Аанг сражается с войсками Нации Огня, но сдается, заметив, что бой подвергает опасности людей. Аанга забирают на корабль Зуко, где он встречает дядю Зуко Айро. Он спрашивает Айро, почему продолжается война, и Айро говорит ему, что Народ Огня пытается объединить четыре нации под одним правлением, чтобы принести мир. Когда Айро уходит, Аанг использует магию воздуха, чтобы украсть ключи у охранника, и сбегает.
Катара пытается убедить Сокку помочь спасти Аанга, но Сокка уже согласен с этой идеей. Они доставляют Аппу на корабль Зуко, где Аанг прячется от охраны и находит комнату Зуко, где он находит свой посох покорителя воздуха, который захватил Зуко. Он крадет записную книжку Зуко, в которой содержатся подробности прошлых Аватаров. В конце концов Аанг сбегает с корабля Зуко и его спасают Сокка и Катара на Аппе. Зуко стреляет огненным шаром, пытаясь сбить их, но Катара гасит его магией воды.
Зная, что они не могут вернуться в Волчью бухту, Аанг ведет их в Южный Храм Воздуха, где видит скелеты всех покорителей воздуха. После обнаружения скелета Гьяцо глаза и татуировки Аанга снова светятся, и он начинает создавать торнадо, которое чуть не сбивает Сокку и Катару с обрыва. Вспоминая слова Гьяцо, обращенные к нему, Аанг выходит из состояния, в котором находится, и принимает себя Аватаром и то, что он должен спасти мир.

## Производство
Режиссером этого эпизода выступил Майкл Гой, а сценаристами - Альберт Ким, Майкл Данте ДиМартино и Брайан Кониецко; он вышел в эфир на Netflix вместе с остальной частью сезона 22 февраля 2024 года.[1]
Появляются главные актеры Гордон Кормье в роли Аватара Аанга, Даллас Лью в роли принца Зуко, Киавентио в роли Катары, Иэн Оусли в роли Сокки и Пол Сон Хен Ли в роли Айро. Приглашенные звезды этого эпизода включают Лим Кей Сиу в роли друга детства и учителя Аанга Гьяцо, Кейси Кэмп-Хоринек в роли Сокки и бабушки Катары Канны по прозвищу "Гран-гран", Хиро Канагава в роли Повелителя огня Созина, Ивонн Чепмен в роли Аватара Киоши, Руй Искандар в роли лейтенанта Джи, Клайд Кусацу в роли огненного мудреца, Дэвид Сакураи в роли покорителя земли и Мэтт Янг Кинг в роли голоса небесного бизона Аанга Аппы.

## Отзывы
Эпизод получил смешанные отзывы критиков и фанатов. Мо Хусен из The Streamer раскритиковал темп шоу, заявив: "Шоу спешит куда-то попасть и чувствует себя совершенно изолированным для новых зрителей, на словах без особой осторожности повторяя ритмы анимационного шоу". Шон Мотт из Idobi Radio описал шоу как "странное начало" и назвал тон "действительно неровным". Арчи Фенн из The Insightful Nerd называет сценарий самой большой проблемой с в эпизоде говорится: "в диалоге отсутствует какая-либо индивидуальность или энтузиазм, каждый отдельный персонаж сведен к изложению, передающему оболочку оригиналов". Однако Фенн похвалил дизайн экшена, заявив, что это "одна из ключевых областей, в которой версия Netflix действительно блистает".